# Marxa Rasos de Peguera - Manresa
La Marxa Rasos de Peguera - Manresa és una caminada de resistència no competitiva organitzada pel Centre Excursionista de la Comarca de Bages (CECB), que forma part del Circuit Català de Caminades de Resistència (CCCR) del Federació d'Entitats Excursionistes de Catalunya (FEEC).
La 'Marxa de Rasos de Peguera - Manresa' és un trail no circular que comença al Xalet Refugi de Rasos de Peguera, i acaba a Manresa. Té una distància aproximada de 82 quilòmetres, un desnivell positiu de 1.207 metres i un desnivell acumulat de 3.989 metres. El recorregut va dels Rasos de Peguera cap a Montmajor, passant pel Pi de les Tres Branques, de Berga a Sant Llorenç de Morunys, vora la Mina, l'obaga dels Tossals, Taravil, i santuari de Correà. De Montmajor fins a Serrateix per la riera de Navel. De Serrateix a Callús, baixant per la riera de Sant Cugat. I de Callús fins a la zona esportiva del Congost de Manresa, passant pel peu del Collbaix.